# Constantin Nisipeanu
Constantin Nisipeanu (n. 10 octombrie 1907, Craiova - d. 5 mai 1999, București), cunoscut și sub pseudonimul de C. Olteanu, a fost un poet suprarealist român, unul dintre fondatorii revistei Radical. 

## Educație
A absolvit școala primară și liceul Carol I în Craiova, Școala Comercială Secundară din Craiova în 1926 și Școala Comecială Superioară în 1933. Între anii 1921-1924 a ocupat funcția de casier la Craiova, apoi pe cea de contabil și de economist în cadrul armatei. În 1938 a absolvit Academia de Înalte Studii Comerciale din București.

## Activitate
A debutat în 1928 în Bilete de papagal, susținut de Felix Aderca, cu poeziile „Stanțe”, „Stihuri” și „Dora”.
În 1929 a fondat la Craiova revista avangardistă Radical, cu apariție doar în perioada 1929-1931, revistă în care a debutat Eugen Ionescu. Tot el a fondat, în 1931, revista efemeră Ostașii lumii, cu un singur număr.
A colaborat la revistele Unu, Meridian, Revista Fundațiilor Regale, folosind doar rareori pseudonimul C. Olteanu.
Primele trei volume de poezii: Cartea cu grimase (1933), Metamorfoze (1934), Spre țara închisă în diamant (1937) sunt cele mai reprezentative pentru linia poetică urmată de Nisipeanu, culminând cu poemul bretonian Femeia de aur, apărut în 1943 la Editura Unu, în doar 150 de exemplare și însoțit de două desene ale autorului.
Ca stil literar, Constantin Nisipeanu a fost situat de criticii literari în zona de tranziție de la suprarealismul de început spre suprarealismul matur, reprezentat de Grupul Infra-Noir de la București.
A încercat să înființeze în 1936 o revistă de avangardă, Antagonism, care urma să facă legătura dintr Unu și revista Da, inițiată de Isidore Isou și Serge Moscovici la București. În această revistă ar fi urmat să scrie, alături de Nisipeanu, Sașa Pană, Gellu Naum, Mihail Dan, Pericle Martinescu, pictorul Victor Brauner. Cererea de înființare a revistei a fost respinsă de Direcțiunea Generală a Poliției, pe motiv că ar fi constituit un organ de propagandă deghizată comunistă.
A fost redactor al Editurii Unu (1931-1940), director al Muzeului Peleș din Castelul Peleș (1953-1957), îndrumător la Muzeul de Literatură din București (1957-1958).

## Opere
- Cartea cu grimase, Editura Radical, Craiova, 1933
- Metamorfoze, editura unu, București, 1934 (tiraj de 226 exemplare)
- Spre țara închisă în diamant, editura unu, București, 1937 (tiraj de 199 exemplare)
- Femeia de aer. Un poem și două desene, Întreprinderile de arte grafice Eminescu, București, 1943 (cu două desene de autor; tiraj de 150 exemplare)
- Moș Ioniță Făt-Frumos, Editura Tineretului, București, 1956 (ilustrații de Gheorghe Adoc)
- Cartea cu oglinzi, Editura Tineretului, București, 1962
- Să ne iubim visele, București, 1967
- Stăpâna viselor, Editura pentru literatură, București, 1968 (cu prefață de Miron Radu Paraschivescu și portret de Jules Perahim)
- Păstorul de umbre, Cartea Românească, București, 1971 (copertă de Langada Zoe)
- O lăută de frunze, Cartea Românească, București, 1977
- Păsări de fum, Cartea Românească, București, 1982
- Arbori cu aripi de harfe, Cartea Românească, București, 1986 (copertă de Florica Tapu)
- Fata pescărușului, Cartea Românească, București, 1988 (copertă de Val Munteanu)
- Pădurea de oglinzi, Editura Vinea, București, 1998
- Bună dimineața, noapte frumoasă!, Editura Vinea, Tipografia Davic, București, 1998 (cu un desen al autorului pe copertă)
- Tristețea firului de iarbă, Cartea Românească, București, 1999 (copertă de Aurel Bulacu)